# Alseodaphne huanglianshanensis
Alseodaphne huanglianshanensis là loài thực vật có hoa trong họ Nguyệt quế. Loài này được H.W.Li & Y.M.Shui mô tả khoa học đầu tiên năm 2004.